# Salamandres gegants
Les salamandres gegants (Cryptobranchidae) són una família d'urodels aquàtics.

## Característiques
Aquesta família inclou els amfibis més grans que es troben actualment a la Terra.
Només hi ha dos gèneres. Els membres d'aquesta família són plenament aquàtics, viuen tota la vida dins de l'aigua. Tenen els ulls molt petits i la cua fortament aplanada lateralment. La pell forma ondulacions als costats del cos. La metamorfosi és incompleta car, malgrat que tenen pulmons, conserven obertures branquials fins a l'estat adult.